# Epimedium stellulatum
Epimedium stellulatum är en berberisväxtart som beskrevs av William Thomas Stearn. Epimedium stellulatum ingår i släktet sockblommor, och familjen berberisväxter. Inga underarter finns listade i Catalogue of Life.